# Bombay Sapphire
Bombay Sapphire é uma marca de gin lançada pela primeira vez em 1986 pelo comerciante de vinhos inglês IDV a Diageo, mesma empresa dona de bebidas como a Cîroc Vodka.
Em 1997, a Diageo vendeu a marca para a Bacardi. Seu nome se origina da popularidade do gin na Índia durante o Raj britânico e "Sapphire" refere-se à estrela azul-violeta de Bombaim que foi extraída do Sri Lanka e agora está em exibição no Smithsonian Institution . O Bombay Sapphire é comercializado em um frasco cor de safira com a face plana e uma imagem da Rainha Vitória no rótulo.
O sabor da bebida vem de uma receita de dez ingredientes: amêndoa, casca de limão , alcaçuz, bagas de zimbro, raiz de lírio, angélica, coentro, cássia, cubebe e grãos do paraíso. O álcool trazido de outro fornecedor é evaporado três vezes em um destilador, e os vapores do álcool passam por uma malha / cesta contendo os dez botânicos, para ganhar sabor e aroma.
Isso dá ao gin um sabor mais leve e floral em comparação com os gins que são criados com um alambique de cobre. Água do Lago Vyrnwy é adicionada para reduzir a força do Bombay Sapphire para 40,0% (Reino Unido, Países Nórdicos, vários mercados da Europa continental, Canadá e Austrália).
A versão de 47,0% é o padrão à venda nas lojas duty-free em todos os mercados.

## Produção
Em 2011, foram anunciados planos para mover o processo de manufatura para uma nova instalação em Laverstoke Mill em Whitchurch, Hampshire, incluindo a restauração da antiga fábrica de papel de Portal no local proposto, e a construção de um centro de visitantes.
A permissão de planejamento foi concedida em fevereiro de 2012, e o centro foi aberto ao público no outono de 2014. O centro de visitantes incluiu uma nova construção por Thomas Heatherwick de duas estufas para plantas usadas como botânicas na produção do gim Bombay Sapphire.

A produção e o engarrafamento da bebida são terceirizados pela Bacardi para a G&J Greenall. 

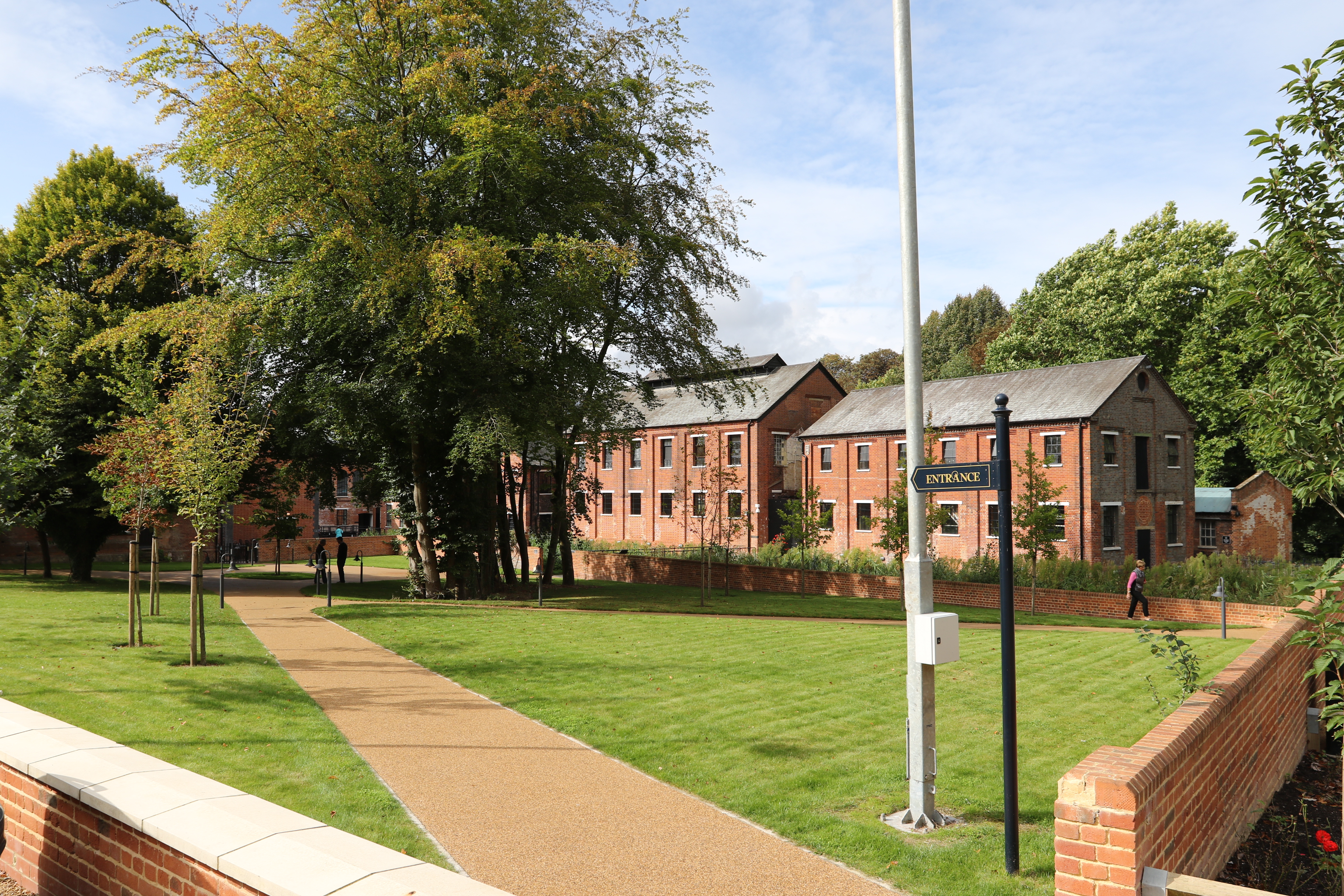
Laverstoke Mill
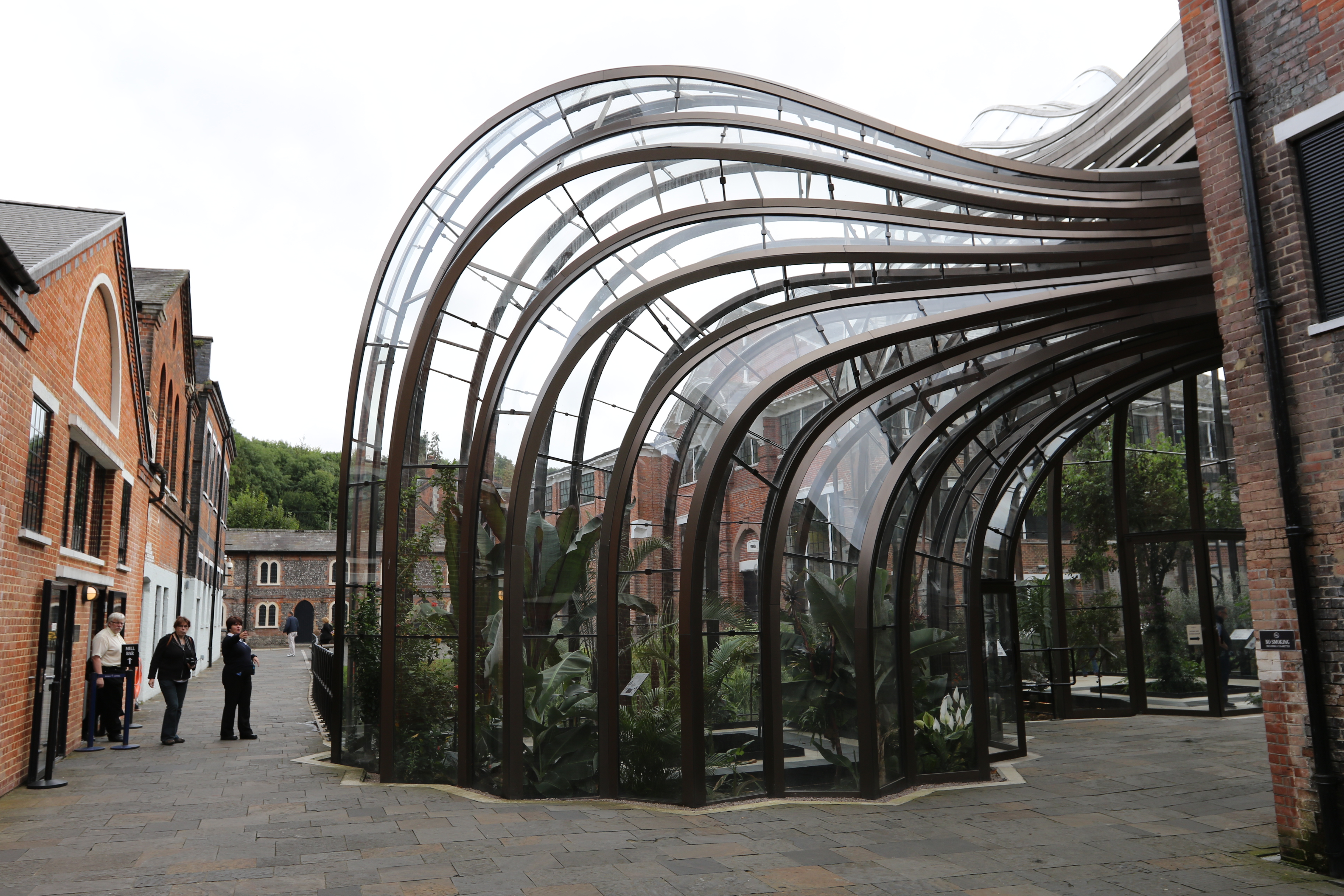
Estufas de Thomas Heatherwick para o cultivo de plantas

## Variedades

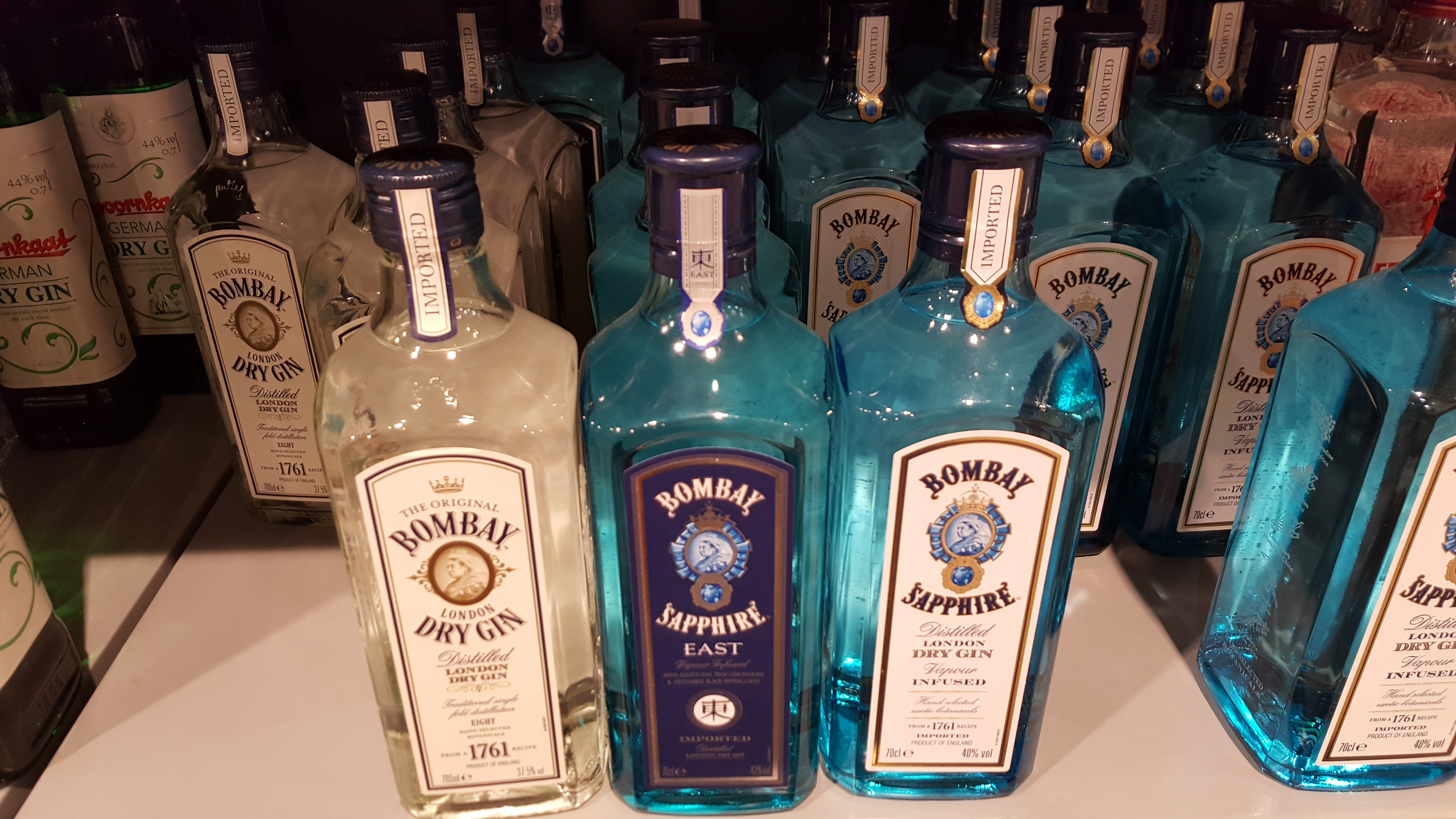
Três variedades de Bombay

A Bacardi também comercializa Bombay Original London Dry Gin (ou Bombay Original Dry). Oito ingredientes botânicos são usados na produção da variedade Original Dry, ao contrário dos dez em Bombay Sapphire. A Wine Enthusiast o preferiu ao Bombay Sapphire.
Em setembro de 2011, Bombay Sapphire East foi lançado em mercados de teste em Nova York e Las Vegas . Essa variedade possui outros dois botânicos, capim-limão e pimenta-do-reino, além dos dez originais. É engarrafado com 42% e foi projetado para neutralizar a doçura da maioria das águas tônicas .
Uma edição especial do gin Bombay chamada Star of Bombay foi produzida em 2015 para o mercado do Reino Unido. É engarrafado com 47,5% e é destilado do grão. Possui sementes de bergamota e ambreta em harmonia com os vegetais exclusivos de Bombay. Esta versão foi posteriormente estendida a vários outros mercados.
Outra variedade é Bombay Bramble, é infundido com Black- and Raspberries frescas e engarrafado com 37,5% ABV.
No verão de 2019, a Bacardi lançou um gin de edição limitada chamado Bombay Sapphire English Estate, que apresenta três ingredientes botânicos adicionais de origem inglesa: Pennyroyal Mint, rosehip e avelã. É engarrafado a 41%.

## Conexão de design

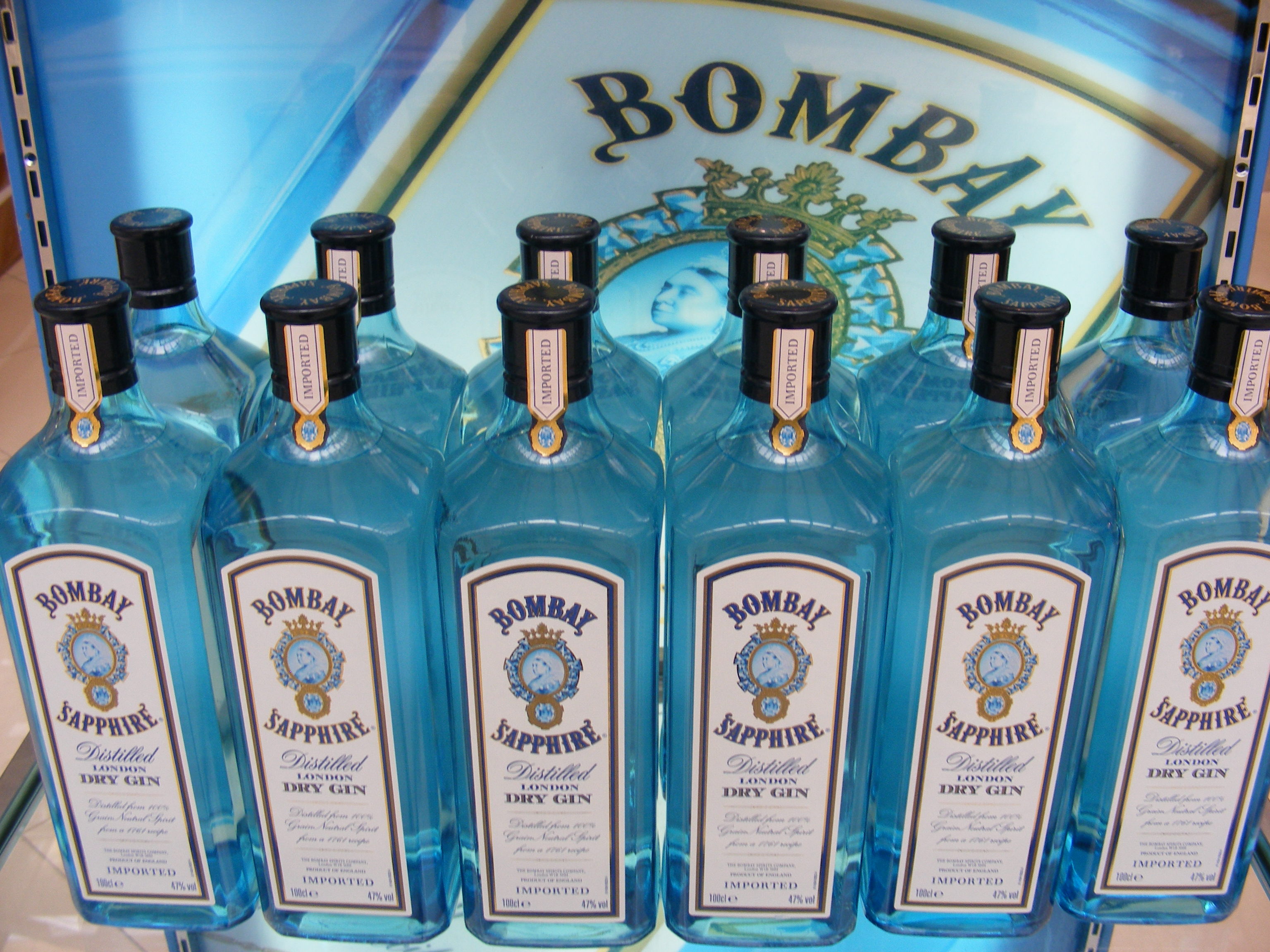
Garrafas de Bombay Sapphire (tradicional)

A marca iniciou uma série de colaborações de design. Seu primeiro passo no mundo do design foi uma série de anúncios apresentando trabalhos de designers populares atualmente. Seus trabalhos, que variam de taças de martini a azulejos e padrões de tecido, são rotulados como “Inspirado por Bombay Sapphire”. A campanha apresentou designers como Marcel Wanders, Yves Behar, Karim Rashid, Ulla Darni e Dror Benshetrit e o artista performático Jurgen Hahn.
A partir do sucesso dessa campanha, a empresa deu início a uma série de eventos e locais patrocinados. O mais conhecido é o Bombay Sapphire Designer Glass Competition,
realizado todos os anos, onde estudantes de design de todo o mundo podem participar projetando sua própria taça de coquetel de martini “inspirada”. Os finalistas (um de cada país participante) são então convidados para o Salone del Mobile anual, uma feira internacional de design em Milão, onde o vencedor é escolhido.
Bombay Sapphire também endossa artistas e designers de vidro com o Prêmio Bombay Sapphire, que é concedido todos os anos a um design notável que apresenta vidro. Bombay Sapphire também mostra o trabalho dos designers na sala azul endossada por Bombay Sapphire, que é uma exposição de design que percorre o mundo a cada ano.
A partir de 2008, a final do concurso Bombay Sapphire Designer Glass Competition será realizada na 100% Design em Londres, Reino Unido, e o Prêmio Bombay Sapphire será realizado em Milão, no Salone Del Mobile.

## Avaliação
Bombay Sapphire foi analisado por várias organizações externas de classificação de bebidas espirituosas com vários graus de sucesso. Recentemente, ele recebeu uma pontuação de 92 (em uma escala de 100 pontos) do Beverage Testing Institute . O agregador de classificações Proof66.com categoriza o Sapphire como um espírito Tier 2, indicando análises de "especialistas" altamente favoráveis.